# Serietecknarskolan i Hofors
Serietecknarskolan i Hofors var en utbildning för serieskapande i Sverige, sedan 2008 omvandlad till ett akademiskt program på Högskolan i Gävle. Skolan startade 1992 i Hofors, på kommunalt initiativ. Hösten 2003 blev programmet officiellt en högskoleutbildning inom Högskolan i Gävle, och verksamheten flyttade hösten 2008 till Gävle.
Utbildning är den är hittills enda svenska på högskolenivå med inriktning på serier, i Sverige. Utbildningen är två år lång, men kommer eventuellt att utökas till tre år. Förutom att skapa serier får man lära sig att göra storyboard för film och TV, grafisk formgivning och tidningsgrafik, samt även barnböcker, webbdesign och animering för webben.
Den tidigare placeringen i den mindre orten Hofors motiverades av kopplingen till närbelägna Torsåker, hemort för Kronbloms skapare Elov Persson. Avståndet till det övriga högskolelivet i Gävle bidrog dock till att skolan var lite isolerad. Johan Höjer, skolans chef 2007, hoppades att flytten till Gävle skulle leda till mer samarbete med de övriga estetiska utbildningarna i staden.
När utbildningen 2003 integrerades i Högskolan i Gävle, blev den samtidigt ett akademiskt program – Serie- och bildberättarprogrammet.
Lärare på skolan är bland andra Johan Höjer, Andreas Persson och Johannes Streith.